# 공음고등학교
공음고등학교는 전라북도 고창군 공음면에 있었던 공립 고등학교이다.

## 연혁
- 1988년 3월 1일: 개교
- 1994년 2월 28일: 폐교

## 같이 보기
- 공음중학교